# Эсрум-Сё
Э́срум-Сё (Эсрум; дат. Esrum Sø) — озеро ледникового происхождения в регионе Ховедстаден на востоке Дании. Крупнейшее по объёму воды (233 млн м³) озеро страны. Находится в собственности у государства и управляется местным подразделением Агентства природопользования.
Озеро находится на высоте 9,4 м над уровнем моря в северо-восточной части острова Зеландия на территории четырёх коммун: Хиллерёд, Грибсков, Хиллерёд и Фреденсборг. Котловина с крутыми склонами и плоским дном, вытянута с юга на север. Эсрум-Сё имеет сравнительно небольшую площадь водосборного бассейна, она составляет всего 62 км², что лишь примерно в 3 раза больше площади самого озера. Питается множеством небольших ручьев, а также за счет атмосферных осадков и инфильтрации грунтовых вод. Сток идёт на север по вытекающей из северной оконечности озера реке Эсрум-О в пролив Эресунн Балтийского моря.